# Lutica poonaensis
Lutica poonaensis là một loài nhện trong họ Zodariidae.
Loài này thuộc chi Lutica. Lutica poonaensis được Benoy Krishna Tikader miêu tả năm 1981.